# HC Leipzig
Der Handball-Club Leipzig e. V. (HCL) ist ein deutscher Frauenhandballverein aus Leipzig und gehört zu den traditionsreichsten Frauen-Handballclubs in Deutschland. Der HC Leipzig spielte bis 2017 in der deutschen Bundesliga der Frauen. Im Jahr 2010 gewann die Mannschaft zum sechsten Mal in der Vereinsgeschichte die gesamtdeutsche Meisterschaft. Die Heimspielstätte war die Arena Leipzig mit einer Kapazität von 7600 Zuschauern, seit der Insolvenz und dem damit verbundenen Abstieg ist es die Leipziger Sporthalle Brüderstraße mit einer Kapazität von 980 Zuschauern.

## Vereinsdaten
Der HCL ist ein reiner Frauenhandball-Verein und spielte bis zum insolvenzbedingten Zwangsabstieg nach der Saison 2016/2017 mit der ersten Mannschaft in der 1. Bundesliga. Danach war die Mannschaft in der 3. Liga (Staffel Ost) aktiv. 2019 stieg der Verein in die 2. Bundesliga auf.
Der Verein ist für seine sehr gute Nachwuchsarbeit überregional bekannt und setzt auf eine kontinuierliche Ausbildung in allen Altersklassen.
Von 2002 bis 2004 richtete der HCL zwischen Weihnachten und Silvester eines der bestbesetzten Frauenhandballturniere der Welt aus, das Handball Masters. Im Jahr 2004 erhielt das Turnier eine Aufwertung durch die Europäische Handballföderation (EHF) und wurde Austragungsort der erstmals stattfindenden „Clubteams EM“ – mit Vergabe des offiziellen Europameister-Titel für Clubteams.

## Geschichte
Der Handball-Club Leipzig wurde im November 1999 gegründet, der sportliche Ursprung des Vereins geht jedoch viel weiter zurück. Im Jahr 1963 fusionierten die Handballsektionen des SC Lokomotive Leipzig und der BSG Rotation Leipzig-Mitte, die je einmal die DDR-Meisterschaft gewannen, zum SC Leipzig. Hier feierte der Namensvorgänger bis 1992 mit 13 DDR-Meister-Titeln, zwei Pokalsiegen und vier Europacupsiegen die größten Erfolge der Vereinsgeschichte.
Nach der Auflösung des SC Leipzig wechselte die Damenhandballabteilung zum wiedergegründeten VfB Leipzig. Dieser geriet jedoch Ende der 90er in immer größere finanzielle Probleme. Damit die Handballabteilung des Vereins, die einzige sportlich wie finanziell erfolgreiche Sparte des VfB, nicht von der drohenden Insolvenz betroffen werden konnte, entschloss man sich Ende 1999 zur Trennung vom VfB Leipzig und gründete mit dem HCL einen eigenen Verein.
Im Jahr 2005 wurde mit dem Zweitligisten SV Union Halle-Neustadt eine Kooperationsvereinbarung unterzeichnet. Die Zusammenarbeit erstreckt sich vor allem auf die Trainings- und Ausbildungsmethodik sowie auf regelmäßige gemeinsame Trainingseinheiten im Frauen- sowie Nachwuchsbereich.
In der Saison 2009/10 konnte der HC Leipzig, gegen Bayer 04 Leverkusen, die sechste gesamtdeutsche Meisterschaft feiern, was sie erneut zur Teilnahme an der EHF Champions League qualifizierte. Im DHB-Pokal erreichte man das Viertelfinale, wo man gegen den späteren Gewinner, Bayer 04 Leverkusen, ausschied. In der Champions League kam man in der Gruppenphase auf Platz zwei, hinter dem Viborg HK und erreichte damit die Hauptrunde, wo man gegen Larvik HK, Győri ETO KC und Rokometni Klub Krim den letzten Platz in der Tabelle einnahm und ausschied. Das Juniorteam beendete die Regionalliga Süd mit einem fünften Platz. Womit man sich für die neugeschaffene 3. Liga der nächsten Saison qualifizierte. Die A-Jugend des Vereins konnte sich, nach sechs Jahren, wieder einmal die Süddeutsche Meisterschaft sichern und im Finale, um die deutsche Meisterschaft, scheiterte man an der A-Jugend der SG Oeversee. Am Ende der Saison verließen Susann Müller, Sara Holmgren und Lisa Wirén den Verein.
| Saison | Ebene | Platz | Tore      | Diff. | Punkte |
| --- | ----- | ----- | --------- | ----- | ------ |
| 2005/06 | I     | 4.    | 678 : 525 | +153  | 33:11  |
| 2006/07 | I     | 2.    | 726 : 615 | +111  | 39:05  |
| 2007/08 | I     | 2.    | 787 : 645 | +142  | 36:08  |
| 2008/09 | I     | 2.    | 641 : 584 | +057  | 28:16  |
| 2009/10 | I     | 1.    | 706 : 582 | +124  | 39:05  |
| 2010/11 | I     | 2.    | 658 : 558 | +100  | 35:09  |
| 2011/12 | I     | 4.    | 417 : 381 | +036  | 22:10  |
| 2012/13 | I     | 2.    | 641 : 514 | +127  | 36:08  |
| 2013/14 | I     | 2.    | 644 : 548 | +096  | 37:07  |
| 2014/15 | I     | 5.    | 752 : 690 | +062  | 34:18  |
| 2015/16 | I     | 3.    | 780 : 675 | +105  | 41:11  |
| 2016/17 | I     | 7.    | 751 : 715 | +036  | 26:22  |
| 2017/18 | III   | 7.    | 592 : 536 | +056  | 26:18  |
| 2018/19 | III   | 1.    | 673 : 441 | +232  | 41:01  |
| 2019/20 | II    | 9.    | 587 : 615 | −028  | 18:24  |
| 2020/21 | II    | 7.    | 719:693   | +026  | 27:25  |
| 2021/22 | II    | 12.   | 821:851   | −030  | 23:37  |
| Gold unterlegt: Gewinn der deutschen Meisterschaft in den Meister-Play-offs Rot unterlegt: Zwangsabstieg durch Insolvenz |       |       |           |       |        |

Am Anfang der Saison 2010/11 verpflichtete man mit Anne Müller, Rannveig Haugen und Louise Lyksborg drei neue Spielerinnen. Aber die Saison verlief weniger Erfolgreich als das Jahr zuvor. Man konnte im Viertelfinale der deutschen Meisterschaft zwar den VfL Sindelfingen in zwei Spielen besiegen. Aber scheiterten dann im Halbfinale am Buxtehuder SV. Es war seit drei Jahren das erste Finale, welches ohne Leipziger Beteiligung ausgetragen wurde. In der Champions League verlief es genauso wie ein Jahr zuvor. In der Gruppenphase konnte man alle drei Auswärtsspiele, gegen Itxako Reyno De Navarra, Hypo Niederösterreich und DVSC-Korvex, gewinnen und zog somit in die Hauptrunde ein. Aber man schied dort wieder aus ohne auch nur einen Punkt gewonnen zu haben. Beste Torschützin in diesem Jahr war Karolina Kudłacz mit 79 Treffern in 12 Spielen. Die letzte Chance bestand im DHB-Pokal. Dort traf man am 21. Mai im Halbfinale auf den Thüringer HC und verlor mit 22:26. Im kleinen Finale besiegte man den damaligen Zweitligisten HSG Bensheim/Auerbach knapp mit 23:22. Damit war der HC Leipzig zur nächsten Saison nur für den Europapokal der Pokalsieger qualifiziert. Das Juniorteam erreichte den dritten Platz in der neu geschaffenen 3. Liga. Auch die A-Jugend des HCL feierte zum zweiten Mal hintereinander den Gewinn der Süddeutschen Meisterschaft. Am 11./12. Juni gewann man in Blomberg die deutsche Meisterschaft der A-Jugend. Sie setzten sich, im Finale des Final Fours, gegen die TSG Ketsch mit 29:28 durch. Am Ende der Saison verließ Heine Jensen den Verein, um als deutscher Nationaltrainer tätig zu werden. Dafür wurde Stefan Madsen als Nachfolger für die neue Saison bekannt gegeben. Zum Ende der Saison verließen auch Maike Daniels, Sara Eriksson, Renate Urne, Mette Ommundsen und Maria Kiedrowski den Verein.
Für die Saison 2011/12 holte man Saskia Lang, Maura Visser, Anne Hubinger und Alexandra Mazzucco. Manche der Spielerinnen wurden vorerst im Juniorteam eingesetzt. Außerdem kehrte Mette Ommundsen in den Kader zurück, nachdem sich in der Saison viele Spielerinnen verletzen. Im Europapokal der Pokalsieger erreichten die Leipzigerinnen das Halbfinale, im DHB-Pokal den dritten Rang. In der Bundesliga stand am Ende der Saison ein vierter Platz zu Buche.
In der Saison 2012/13 verstärkte man sich mit Debbie Bont, Nora Reiche sowie Jessy Kramer. Nora Reiche sowie Jessy Kramer verließen den Verein jedoch im Laufe der Saison wieder. Anne Ulbricht und Marlene Windisch wechselten in der Saisonpause. Sportlich lief es für den HCL besser als in der Vorsaison. In der Meisterschaft erreichte man einen zweiten Platz und musste sich erst im Play-off-Finale dem Thüringer HC geschlagen geben. Im DHB-Pokal erreichte man ebenfalls einen zweiten Platz. Auch hier stand am Ende eine 22:30-Finalniederlage gegen den THC zu Buche. Im EHF-Cup kam man bis ins Viertelfinale, wo man sich dem russischen Team aus Rostov-Don geschlagen geben musste.
Nach der Saison 2013/14 verließen Debbie Bont, Natalie Augsburg, Susann Müller, Julia Plöger sowie Karolina Szwed-Ørneborg den Verein, vor der Spielzeit verpflichtete man Thomas Szwed-Ørneborg als neuen Trainer, der jedoch im Laufe der Saison wieder seinen Platz räumen musste. Mit Ørneborg kam seine Frau Karolina Szwed nach Leipzig, ebenso wie Melanie Herrmann sowie Susann Müller. Michelle Urbicht und Isa-Sophia Rösicke rückten aus dem eigenen Nachwuchs in das Profiteam. In der Handball-Bundesliga konnte sich der HCL den Vizemeistertitel sichern. Die Vorrunde der EHF-Champions League beendete man als Gruppenvierter. Besser lief es im DHB-Pokal. Das Final4-Endrundenturnier wurde erstmals in der ARENA Leipzig ausgetragen. Im Finale konnten sich die Leipzigerinnen mit einem 36:26-Sieg über die HSG Blomberg-Lippe den Titel sichern.
Zur Saison 2014/15 wurde Norman Rentsch als Cheftrainer verpflichtet. Zudem stießen Kaya Diehl, Helena Hertlein, Þorgerður Anna Atladóttir, Nele Reimer sowie Luisa Sturm zum HCL. Noch in der Vorbereitungsphase reagierte man auf das anhaltende Verletzungspech mit der Verpflichtung von Roxana Alina Ioneac. Nach der Saison verließen Anne Müller, Isa-Sophia Rösicke sowie Roxana Alina Ioneac den Verein, Maura Visser wechselte während der Saison nach Viborg. Nach einer erfolgreichen Qualifikation spielte sich der HCL in der Champions League bis in die Hauptrunde vor und feierte im Vorrundenspiel gegen Hypo Niederösterreich mit einem 42:22-Erfolg den höchsten internationalen Sieg der Vereinsgeschichte. In der Bundesliga kam das Team auf Rang 5, im DHB-Pokal schied man im Viertelfinale gegen den VfL Oldenburg aus.
In die Saison 2015/16 startete mit einem in der Größe verbreiteten Kader. Shenia Minevskaja, Franziska Mietzner und Nele Kurzke wechselten nach Leipzig, Neuzugang Franziska Peter verließ den Verein im Laufe der Saison wieder. Zudem stieß Joanna Rode aus dem vereinseigenen Nachwuchs zu den Profis. Auf das anhaltende Verletzungspech auf der Kreisposition wurde zur Saisonmitte mit der Verpflichtung von Ann-Cathrin Kamann reagiert. In der Meisterschaft belegte der HC Leipzig den 3. Platz und im EHF-Pokal schieden die Leipzigerinnen im Viertelfinale gegen den TuS Metzingen aus. In der Meisterschaft kämpfte der HC Leipzig bis zum letzten Spieltag um den Titel, musste sich dann aber am letzten Spieltag gegen den Thüringer HC geschlagen geben. Nur sechs Tage später lief es im DHB-Pokal besser. Vor heimischem Publikum konnten die Leipzigerinnen den Thüringer HC im Halbfinale besiegen und sich am darauffolgenden Tag mit einem 29:28-Sieg über Borussia Dortmund den Titel sichern.
Während der laufenden Saison 2016/17 verließen die Nationalspielerinnen Luisa Schulze und Katja Kramarczyk den Verein. In der zweiten Saisonhälfte wurde bekannt, dass der HCL mit 1,3 Millionen Euro verschuldet war und deshalb Insolvenz beantragen musste. Infolgedessen wurden der Mannschaft aufgrund dieses Lizenzverstoßes vier Punkte abgezogen. Im Juni 2017 wurde dem HC Leipzig die Erstliga-Lizenz für die Saison 2017/18 verweigert, was formell einen Abstieg in die 3. Liga bedeutet. Gegen die Nichterteilung der Lizenz legte der Verein Einspruch ein. Am 9. Juni gab der Vorstand der Handballbundesliga Frauen bekannt, dass der Einspruch zurückgewiesen wurde. Der HC Leipzig zog deshalb vor das Schiedsgericht des Deutschen Handballbundes. Am 7. Juli 2017 erteilte das Schiedsgericht dem HC Leipzig die Lizenz für die Bundesliga 2017/18 unter der Bedingung, bis zum 14. Juli 2017 eine unwiderrufliche Einzahlung einer Eigenkapitalerhöhung i.H.v. 600.000,- € zu leisten, sowie alle noch ausstehenden Löhne bis einschließlich Juni 2017 auszuzahlen. Doch die Frist verstrich ohne Erfolg. Der Manager von HC Leipzig, Kay-Sven Hähner, stellte daraufhin Insolvenzantrag. Da die Bedingungen nicht erfüllt und ein Insolvenzantrag gestellt wurde, erhielt Leipzig nun endgültig keine Lizenz für die 1. Bundesliga und startete mit dem Spielrecht der ehemaligen 2. Mannschaft (als Deutscher Meister der B-Jugend 2017) in der 3. Liga. 2019 stieg der HCL in die 2. Bundesliga auf.

## Erfolge
Der HC Leipzig ist einschließlich der Titel des SC Leipzig und des VfB Leipzig der mit großem Abstand erfolgreichste deutsche Verein im Frauenhandball. Die Damen des HCL gewannen 4 Europapokale (deutscher Rekordeuropapokalsieger), 23 Meisterschaften (deutscher Rekordmeister unter Miteinbeziehung der DDR-Meistertitel) und 10 nationale Pokale (Rekordpokalsieger). Weiterhin gewann der Verein einmal den DHB-Supercup. Somit holte der HC Leipzig beziehungsweise seine Vorgängervereine 38 nationale und internationale Titel.

### International
- Europapokal der Landesmeister: 1966, 1974
- EHF-Pokal: 1986, 1992

### National
- Meister
  - DDR-Meister (Hallenhandball): 1953, 1957, 1965, 1968, 1969, 1970, 1971, 1972, 1973, 1975, 1976, 1978, 1984, 1988, 1991
  - DDR-Meister (Feldhandball): 1956, 1967
  - Deutscher Meister: 1998, 1999, 2002, 2006, 2009, 2010
- Pokalsieger
  - FDGB-Pokal: 1971, 1983, 1987
  - DHB-Pokal: 1996, 2000, 2006, 2007, 2008, 2014, 2016
- DHB-Supercup: 2008

## Bekannte Spielerinnen
- Alexandra Mazzucco (K) (2011–2017)
- Anja Schneider
- Anne Hubinger (2011–2017)
- Camilla Thorsen
- Carola Ciszewski
- Else-Marthe Sørlie Lybekk (K) (2003–2008)
- Gerd-Elin Albert (2001–2007)
- Grit Jurack (1993–2004)
- Heidi Tjugum
- Ingrida Radzevičiūtė (1994–2008)
- Karolina Kudłacz-Gloc (K) (2006–2017)
- Katja Kramarczyk (K) (2008–2017)
- Katja Langkeit (1999–2007)
- Katrine Fruelund (2005–2006)
- Luisa Schulze (2006–2016)
- Maike Daniels
- Mette Ommundsen
- Michaela Schanze
- Milica Danilovic
- Nikola Pietzsch
- Nina Müller (2000–2006)
- Nora Reiche
- Ragnhild Sørlie
- Reda Urbonaviciene
- Renate Urne (2007–2011)
- Sandra Degenhardt
- Sara Eriksson (2008–2011)
- Sara Holmgren (2008–2010)
- Saskia Lang (2011–2017)
- Shenia Minevskaja (2015–2017)
- Silvana Dathe
- Sofie Løken Dahl
- Sybille Gruner (1983–1990)
- Tone Wølner
- Ulrike Mertesacker

## Trainer

### Aktueller Trainerstab
- Trainer: Erik Töpfer
- Co-Trainer: Elisabeth Eckardt
- TW-Trainer: Wieland Schmidt
- Teamarzt: Gotthard Knoll

### Bisherige Trainer
- Norman Rentsch (2014 bis 2017)
- Wieland Schmidt und Max Berthold (Januar bis Juni 2014)
- Thomas Ørneborg (2013 bis Januar 2014)
- Stefan Madsen (2011 bis 2013)
- Heine Jensen (2008 bis 2011)
- Morten Arvidsson (2006 bis 2008)
- Martin Albertsen (2004 bis 2006)
- Maik Nowak (1995 bis 2004)

## Fans
Der Verein genießt eine breite Unterstützung bei den regionalen Fans und verfügte deutschlandweit über den höchsten Zuschauerschnitt (2009/2010: 2.675 Zuschauer | 2013/2014: ~2.300) im Frauenhandball. Seit dem sogenannten Neuanfang hat die Mannschaft einen überdurchschnittlichen Zuschauerschnitt in der Sporthalle Brüderstraße.

## HC Leipzig II
Die zweite Mannschaft, genannt Juniorteam, spielt in der zur Spielzeit 2010/11 neu gegründeten Liga 3. In der Saison 2002/03 konnte man die Meisterschaft der nicht mehr existenten Regionalliga Mitte gewinnen.

## Erfolge Jugend/Nachwuchs
- 1994 Deutscher Vize-Meister der A-Jugend
- 1995 Deutscher Meister der A-Jugend
- 1997 Süddeutscher Meister der B-Jugend
- 1997 Deutscher Vize-Meister der B-Jugend
- 1998 Süddeutscher Meister der B-Jugend
- 1998 Deutscher Vize-Meister der B-Jugend
- 2000 Deutscher Vize-Meister der B-Jugend
- 2002 Süddeutscher Meister der A-Jugend
- 2002 Deutscher Vize-Meister der A-Jugend
- 2003 Süddeutscher Meister der A-Jugend
- 2003 Deutscher Meister der A-Jugend
- 2004 Deutscher Vize-Meister der B-Jugend
- 2004 Deutscher Vize-Meister der A-Jugend
- 2010 Süddeutscher Meister der A-Jugend
- 2010 Deutscher Vize-Meister der A-Jugend[13]
- 2011 Süddeutscher Meister der A-Jugend[14]
- 2011 Deutscher Meister der A-Jugend[15]
- 2017 Deutscher Meister der B-Jugend
- 2021 Deutscher Meister der A-Jugend
- 2025 Deutscher Meister der A-Jugend